# Cucurbitariaceae
Cucurbitariaceae is een familie van de  Ascomyceten. Het typegeslacht is Cucurbitaria.

## Geslachten
Volgens Index Fungorum bestaat de familie uit de volgende geslachten:
- Cucurbitaria
- Curreya
- Rhytidiella
- Syncarpella